# Nebesni poldnevnik
Nebesni poldnevnik  ali nebesni meridian je navidezni veliki krog na nebesni krogli, ki teče od severne točke na obzorju, preko nebesnega pola do nadglavišča, nato dalje do južne točke na obzorju in skozi podnožišče nazaj do severne točke na obzorju. Nebesni poldnevnik je pravokoten na krajevno ravnino obzorja. Nebesni poldnevnik je vezan na krajevno obzorje, zato izgleda kot, da se zvezde na nebesni krogli pomikajo preko poldnevnika. 
Čas prehoda nebesnega telesa preko nebesnega poldnevnika določimo z uporabo rektascenzije in zvezdnega časa.